# Sri-Lanka-Riesenhörnchen
Das Sri-Lanka-Riesenhörnchen (Ratufa macroura) ist eine Hörnchenart aus der Gattung der Riesenhörnchen (Ratufa). Sie kommt in Südasien im südlichen Indien und auf der Insel Sri Lanka vor.

## Merkmale
Das Sri-Lanka-Riesenhörnchen erreicht eine Kopf-Rumpf-Länge von etwa 33,5 bis 36,5 Zentimetern sowie ein Gewicht von etwa 1650 Gramm. Damit zählt es mit anderen Arten der Gattung sowie Vertretern anderer Gattungen zu den größten Hörnchenarten weltweit. Der Schwanz erreicht eine Länge von etwa 35 Zentimetern und ist damit etwa so lang wie der Restkörper. Das Rückenfell und Kopffell der Tiere ist dunkelbraun bis schwarzgrau mit einem hellen Streifen zwischen den Ohren, die Bauchseite ebenso wie die Beine mit Ausnahme der Zehen sind hell gelblich.
| 1 | · | 0 | · | 1 | · | 3 | = 20 |

Wie alle Arten der Gattung besitzt die Art im Oberkiefer pro Hälfte einen zu einem Nagezahn ausgebildeten Schneidezahn (Incisivus), dem eine Zahnlücke (Diastema) folgt. Hierauf folgen ein Prämolar und drei Molare. Die Zähne im Unterkiefer entsprechen denen im Oberkiefer. Insgesamt verfügen die Tiere damit über ein Gebiss aus 20 Zähnen.

## Verbreitung

Verbreitungsgebiet (rot) des Sri-Lanka-Riesenhörnchens nach Angaben des IUCN.

Das Sri-Lanka-Riesenhörnchen kommt in Südasien im südlichen Indien in Kerala und Tamil Nadu und auf der Insel Sri Lanka vor. In Indien ist die Art nur aus fünf voneinander getrennten und stark fragmentierten Regionen bekannt, in Sri Lanka ist sie dagegen weiter verbreitet und kommt in weniger fragmentierten Gebieten vor. Die Höhenverbreitung reicht von etwa 150 bis 500 Metern in Indien und bis in Höhen von 2500 Metern auf Sri Lanka.

## Lebensweise
Über die Lebensweise des Sri-Lanka-Riesenhörnchens liegen wie bei den meisten Hörnchen nur wenige Daten und Beobachtungen vor. Es ist wie alle Arten der Gattung weitgehend baumlebend (arboricol) und lebt in den tropischen Regenwäldern des Verbreitungsgebietes.
Die Hörnchen ernähren sich vor allem von den jungen Blättern der Albizia, die gemeinsam mit anderen Pflanzen wie Terminalia, Tamarindus, Mangifera, Pongamia und Syzygium den Lebensraum vor allem in den Western Ghats dominieren.

## Systematik

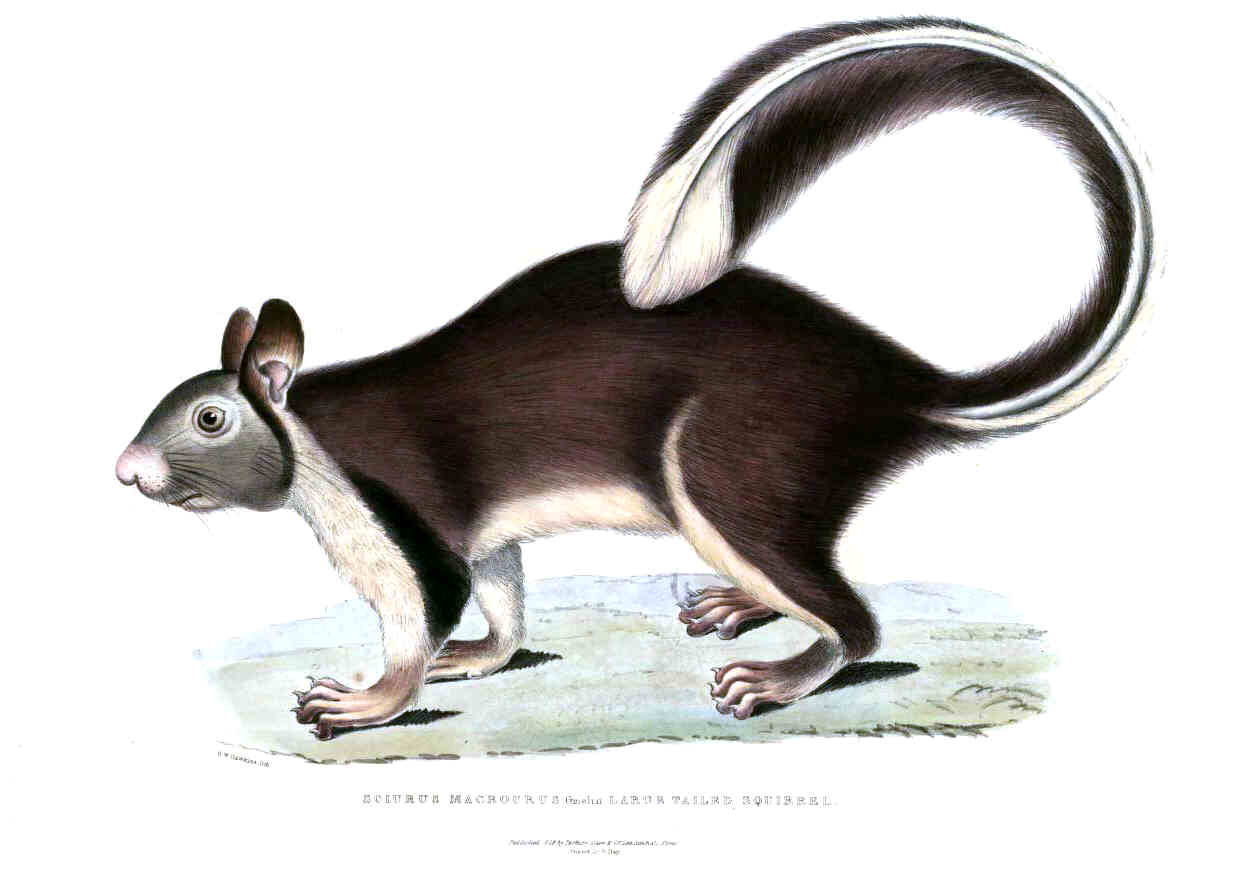
Darstellung des Sri-Lanka-Riesenhörnchens in den Illustrations of Indian Zoology (1833–1834) von Thomas Hardwicke

Das Sri-Lanka-Riesenhörnchen wird als eigenständige Art innerhalb der Gattung der Riesenhörnchen (Ratufa) eingeordnet, die aus vier Arten besteht. Die wissenschaftliche Erstbeschreibung stammt von Thomas Pennant  aus dem Jahr 1769, der die Art als Sciurus macrourus anhand von Individuen aus dem zentralen Sri Lanka aus der Zentralprovinz und der Provinz Uva beschrieb. Darüber hinaus existieren zahlreiche weitere Synonyme für diese Art.
Innerhalb der Art werden mit der Nominatform insgesamt drei Unterarten unterschieden:
- Ratufa macroura macroura: Vorkommen im zentralen Sri Lanka
- Ratufa macroura dandolena: Vorkommen in Südindien und im östlichen bis nördlich-zentralen Sri Lanka
- Ratufa macroura melanochra: Vorkommen im südwestlichen Sri Lanka

## Status, Bedrohung und Schutz
Der Bestand der Sri-Lanka-Riesenhörnchen ist wahrscheinlich deutlich abnehmend, wobei der Grad der Bestandsabnahme auf weniger als 30 Prozent der Bestände innerhalb der letzten zehn Jahre bzw. drei Generationen geschätzt wird. Dabei ist die Bedrohung der Restpopulationen in Indien signifikant höher als die der Bestände auf Sri Lanka.
Zu den Hauptbedrohungen für das Sri-Lanka-Riesenhörnchen gehört die Abholzung sowie die Bejagung im größten Teil seines Verbreitungsgebietes. Es wird von der International Union for Conservation of Nature and Natural Resources (IUCN) aus diesen Gründen als potenziell gefährdet (Near Threatened) eingeordnet.

## Belege
1. 1 2 3 4 5 6 7  Richard W. Thorington Jr., John L. Koprowski, Michael A. Steele: Squirrels of the World. Johns Hopkins University Press, Baltimore MD 2012, ISBN 978-1-4214-0469-1, S. 26–28.
2. ↑  Robert S. Hoffmann, Andrew T. Smith: Ratufa. In: Andrew T. Smith, Yan Xie: A Guide to the Mammals of China. Princeton University Press, Princeton NJ 2008, ISBN 978-0-691-09984-2, S. 173.
3. 1 2 3 4 5 6 7 8 9 10  Ratufa macroura in der Roten Liste gefährdeter Arten der IUCN 2014.2. Eingestellt von: J. Joshua, J., W.I.L.D.P.T.S. de A. Goonatilake, S. Molur, 2008. Abgerufen am 14. Oktober 2014.
4. 1 2 3  Ratufa macroura In: Don E. Wilson, DeeAnn M. Reeder (Hrsg.): Mammal Species of the World. A taxonomic and geographic Reference. 2 Bände. 3. Auflage. Johns Hopkins University Press, Baltimore MD 2005, ISBN 0-8018-8221-4.